# Frankétienne
Frankétienne, nacido Franck Étienne (Ravine-Sèche, 12 de abril de 1936-Delmas, 20 de febrero de 2025) fue un escritor, poeta, guionista, pintor, músico y activista e intelectual haitiano.

## Biografía
Su padre abandonó el hogar familiar siendo él un crío y creció con sus siete hermanos en el poblado chabolista Bel Air, al cuidado de su madre, una vendedora ambulante, respetada en la comunidad. Está reconocido como uno de los más importantes escritores haitianos en francés y criollo haitiano. En 2009 fue propuesto al Nobel de literatura. Ese mismo año fue nombrado Comandante de la Orden de las Artes y las Letras de Francia. En 2010 la UNESCO lo designó "Artista de la Paz". Cultiva la llamada "estética del caos".

## Obra
- Au Fil du Temps, compilación de poemas
- Ultravocal, novela
- Pèlin Tèt, obra escrita en criollo haitiano, la primera de la historia
- Dézafi, novela sobre la vida durante el régimen de Duvalier, la primera en criollo haitiano[7]
- Mûr à Crever, novela
- Les Affres d'un Défi, novela
- Désastre (12 janvier 2010), pintura
- Difficile émergence vers la lumière, pintura